# Fatma Sultan (dcera Selima II.)
Fatma Sultan (cca 1559 – červen 1590) byla osmanská princezna. Byla dcerou sultána Selima II. a pravděpodobně jeho oficiální manželky Nurbanu Sultan. Byla vnučkou sultána Sulejmana I., za jehož vlády se narodila a jeho manželky Hürrem Sultan. Byla sestrou sultána Murada III. a tetou sultána Mehmeda III.

## Mládí
Fatma se narodila asi v roce 1559 v době, kdy byl její otec ještě princem a guvernérem provincie Konya. Byla jeho nejmladším dítětem. Není jisté, kdo byla její matka, pravděpodobně byla čtvrtou dcerou jeho oficiální manželky Nurbanu Sultan, což však nebylo přesně potvrzeno.

## Manželství
V roce 1574 byla provdána za Kanijeli Siyavuş Pašu, který byl v té době beylerbeyem v Rumélii, později se stal několikrát velkovezírem. V letech 1573-78 byl i velvyslancem ve Svaté říši římské. Její otec Selim si jej kdysi koupil za 500 dukátů jako otroka a přijal jej jako svého syna, právě proto jej provdal za svou dceru.
Věno Fatmy činilo 4988 dukátů. Manželství bylo šťastné jelikož se znali od dětství a měli se v oblibě. Svému manželovi porodila tři syny a dceru.

## Dobročinnost
Fatma založila náboženskou školu v Edirnekapi v Istanbulu.

## Smrt
Fatma Sultan zemřela v červnu roku 1590 v Istanbulu při předčasném porodu své dcery. Ta pravděpodobně zemřela krátce po ní. Byla pohřbena v hrobce svého otce Selima II. v Hagia Sofii.